# COVER YOU
COVER YOU(커버 유)는 2008년 11월 25일에 발매된 모닝구무스메의 첫 번째 커버 음반이다.

## 수록곡
1. 渚のシンドバッド
작사 : 아쿠 유 / 작곡 : 도쿠라 슌이치 / 편곡 : 사이토 유야 / 원곡 : 핑크 레이디
2. どうにもとまらない
작사 : 아쿠 유 / 작곡 : 도쿠라 슌이치 / 편곡 : 오쿠보 가오루 / 원곡 : 야마모토 린다
3. 居酒屋
작사 : 아쿠 유 / 작곡 : 오노 가쓰오 / 편곡 : 야스타카 스오 / 원곡 : 기노미 나나, 이쓰키 히로시 / 노래 : 다카하시 아이 & 이쓰키 히로시
4. ペッパー警部 (ALBUM Ver.)
작사 : 아쿠 유 / 작곡 : 도쿠라 슌이치 / 편곡 : 사사모토 야스시 / 원곡 : 핑크 레이디
5. 白い蝶のサンバ
작사 : 아쿠 유 / 작곡 : 이노우에 가쓰오 / 편곡 : 후지사와 요시아키 / 원곡 : 모리야마 가요코
6. 青春時代
작사 : 아쿠 유 / 편곡 : 모리타 고이치 / 편곡 : 사카이 미키오 / 원곡 : 모리타 고이치와 톱 갤랑
7. 林檎殺人事件
작사 : 아쿠 유 / 작곡 : 호구치 유스케 / 편곡 : 도이 마나오 / 원곡 : 고 히로미, 기키 기린
8. ロマンス (ALBUM Ver.)
작사 : 아쿠 유 / 작곡 : 쓰쓰미 교헤이 / 편곡 : 도이 마나오 / 원곡 : 이와사키 히로미
9. 街の灯り
작사 : 아쿠 유 / 작곡 : 하마 게이스케 / 편곡 : 에가미 고타로 / 원곡 : 사카이 마사아키
10. 恋のダイヤル6700
작사 : 아쿠 유 / 작곡 : 이노우에 다다오 / 편곡 : 기쿠치 도모키 / 플러스 어레인지 : 다케가미 요시나리 / 원곡 : 핑거5
11. ピンポンパン体操
작사 : 아쿠 유 / 작곡 : 고바야시 아세이 / 편곡 : army slick / 원곡 : 스기나미 아동합창단, 가나모리 세이
12. わたしの青い鳥
작사 : 아쿠 유 / 작곡 : 나카무라 다이지 / 편곡 : 오쿠보 가오루 / 원곡 : 사쿠라다 준코
13. ジョニィへの伝言
작사 : 아쿠 유 / 작곡 : 도쿠라 슌이치 / 편곡 : 가와바타 요시마사 / 원곡 : Pedro & Capricious
14. UFO
작사 : 아쿠 유 / 작곡 : 도쿠라 슌이치 / 편곡 : 야스오카 요이치로 / 원곡 : 핑크 레이디

## 참여 뮤지션
※괄호는 트랙 번호

### 모닝구무스메
- 코러스 부분 트랙1:다카하시 아이
- 코러스 부분 트랙2:리쥰, 첸링
- 코러스 부분 트랙4:다카하시 아이, 리쥰, 첸링
- 코러스 부분 트랙5:다카하시 아이, 니이가키 리사
- 코러스 부분 트랙6:다카하시 아이, 니이가키 리사
- 코러스 부분 트랙7:다카하시 아이, 니이가키 리사
- 코러스 부분 트랙8:다카하시 아이
- 코러스 부분 트랙9:다카하시 아이, 니이가키 리사
- 코러스 부분 트랙11:쿠스미 코하루, 미츠이 아이카
- 코러스 부분 트랙12:카메이 에리
- 코러스 부분 트랙13:니이가키 리사, 다나카 레이나
- 코러스 부분 트랙14:다카하시 아이

### 외
- 사이토 유야 - 프로그래밍 (1)
- 세키네 유타카 - 기타 (1)
- 오쿠보 가오루 - 프로그래밍 (1)
- 야스타카 스오 - 프로그래밍, 피아니카 (3)
- 사사모토 야스시 - 프로그래밍, 베이스 기타 (4)
- 다이세이 (샤란Q) - 전자 피아노 (4), 피아노 (8)
- 아라키 게이로쿠 - 베이스 기타 (4)
- 나가호리 아키라 - 드럼, 퍼커션 (4)
- 후지사와 요시아키 - 프로그래밍, 기타 (5)
- 사카이 미키오 - 프로그래밍, 기타 (6)
- 이가라시 고지 - 피아노 (6)
- CHINO - 코러스 (6)
- 도이 마사오 - 프로그래밍, 기타 (7, 8)
- 스즈키 마사노리 - 트럼펫 (7, 10)
- 다케가미 요시나리 - 색소폰 (7, 10), 플루트 (7)
- 에가미 고타로 - 프로그래밍 (9)
- 오시마 유키코 - 바이올린 (9)
- 기쿠치 도모키 - 프로그래밍, 기타 (10)
- 스팅 미야모토 - 베이스 기타 (10)
- 다카오 도시유키 - 드럼 (10)
- army slick - 프로그래밍, 베이스 기타 (11)
- 요네모리 다케시 - 기타 (11)
- 다카하시 유이치 - 어쿠스틱 기타 (11)
- 오쿠보 가오루 - 프로그래밍 (12)
- 가와바타 요시마사 - 프로그래밍 (13)
- 야스오카 요이치로 - 프로그래밍 (14)
- 바바 가즈토 - 베이스 기타 (14)